# Menophra owadai
Menophra owadai är en fjärilsart som beskrevs av Sato 1987. Menophra owadai ingår i släktet Menophra och familjen mätare. Inga underarter finns listade i Catalogue of Life.